# Kościół Chrystusa Króla w Brzeźnicy
Kościół Chrystusa Króla w Brzeźnicy – rzymskokatolicki kościół parafialny należący do parafii Narodzenia Najświętszej Maryi Panny w Sypniewie (dekanat Jastrowie diecezji koszalińsko-kołobrzeskiej).
Jest to świątynia wzniesiona jako ewangelicka w latach 1908–1910 w stylu neogotyckim. Budowla jest jednonawowa, nakryta wysokim dachem dwuspadowym z wydzielonym, prosto zamkniętym prezbiterium oraz kwadratową wieżą wtopioną w narożnik nawy. Elewacje są wykonane z cegły ceramicznej i artykułowane są tynkowanymi blendami oraz otworami okiennymi o różnych wykrojach – ostrołukowymi, okrągłymi albo prostokątnymi. Wnętrze nakrywa strop pseudokolebkowy nad nawą oraz kasetonowy nad prezbiterium. We wnętrzu zachował się kompletny, stylistycznie jednorodny wystrój i wyposażenie, między innymi polichromia figuralno-ornamentalna, empora muzyczna z nadwieszonym prospektem organowym oraz oszklenie witrażowe.